# 스마트 장치
스마트 장치 또는 스마트 디바이스(smart device)는 기능이 제한되어 있지 않고 응용 프로그램을 통해 상당 부분 기능을 변경하거나 확장할 수 있는 제품을 가리킨다.
아래와 같은 쓰임이 있다.
- 스마트폰(Smart phone)
- 스마트워치(Smartwatch)
- 스마트 TV(Smart TV)
- 스마트키(Smart key)
- 스마트카드(Smart card)

## 같이 보기
- 컴퓨터 어플라이언스
- 가정 자동화
- 정보 기기
- 사물인터넷
- 모바일 장치
- 휴대 전화
- 스마트 미터
- 스마트폰스마트 TV
- 스마트 스피커
- 유비쿼터스 컴퓨팅
- 텔레로보틱스